# Augochloropsis sthena
Augochloropsis sthena är en biart som beskrevs av Carlos Schrottky 1906. Augochloropsis sthena ingår i släktet Augochloropsis och familjen vägbin. Inga underarter finns listade.